# Lijepo je biti benediktinka
Lijepo je biti benediktinka je hrvatski dokumentarni film o benediktinkama u Trogiru. Snimljen je i montiran u HRT centru Split, čija je film proizvodnja, u produkciji HRT-ovog dokumentarnog i religijskog programa. Suradnik na scenariju i pripovjedač je glumac Ivo Perkušić. Mjesto radnje je u najstariji hrvatski benediktinski ženski samostan, koji je zalaganjem biskupa Ivana i darovnici trogirskih građana i plemića osnovan 1064. godine. U ovom su dokumentarnom filmu trogirske benediktinke prvi put otvorile javnosti vrata svoje klauzure. Benediktinke žive i rade u molitvi i tišini i pristup su dopustile za potrebe snimanja dokumentarnog filma. Gledatelj u filmu vidi kako je organiziran njihov život, koja duhovna i kulturna naslijeđa čuvaju u baroknoj crkvi i unutar samostana sv. Nikole. U filmu upoznajemo četiri sestre benediktinke u nekoliko sfera njihova života. Susreti s Trogiranima, dok benediktinke rade krunice i suvenire, blaguju i peku kolače, te život određen molitvom.
Za potrebe filma "snimljena je instrumentalna verzija "Messe Pastorale" i moteti trogirskog kapelnika iz 19. stoljeća Giuseppea Bozzottija. Izvođač je orguljaš Marin Ugrina. 
Autorica, urednica i scenaristica je novinarka splitskog HRT-ovog centra Branka Brekalo, kojoj je to bio drugi dokumentarni film te godine, uz Od carskoga trga do vrličke česme kroz 60 splitskih ljeta. ENG ekipa: snimatelj Igor Altarac, tonski snimatelj Toni Veber. Montažerka i glazbena suradnica je Suzana Jurković. Sinkronizacija Stipe Blažević i Ante Dorić. Tehnička podrška Igor Kumanović. Grafička obrada Ladislav Radić. Producentica Mirela Mardešić.